# Саутпорт (Північна Кароліна)
Саутпорт (англ. Southport) — місто (англ. city) в США, в окрузі Брансвік штату Північна Кароліна. Населення — 3971 особа (2020).

## Географія
Саутпорт розташований за координатами 33°55′29″ пн. ш. 78°1′36″ зх. д. / 33.92472° пн. ш. 78.02667° зх. д. (33.924585, -78.026638).  За даними Бюро перепису населення США в 2010 році місто мало площу 9,79 км², з яких 9,71 км² — суходіл та 0,07 км² — водойми.

### Клімат
Місто знаходиться у зоні, котра характеризується вологим субтропічним кліматом. Найтепліший місяць — липень із середньою температурою 26.6 °C (79.9 °F). Найхолодніший місяць — січень, із середньою температурою 8.2 °С (46.7 °F).
| Клімат Саутпорта        | Клімат Саутпорта | Клімат Саутпорта | Клімат Саутпорта | Клімат Саутпорта | Клімат Саутпорта | Клімат Саутпорта | Клімат Саутпорта | Клімат Саутпорта | Клімат Саутпорта | Клімат Саутпорта | Клімат Саутпорта | Клімат Саутпорта | Клімат Саутпорта |
| Показник                | Січ.             | Лют.             | Бер.             | Квіт.            | Трав.            | Черв.            | Лип.             | Серп.            | Вер.             | Жовт.            | Лист.            | Груд.            | Рік              |
| Абсолютний максимум, °C | 28,3             | 27,2             | 32,2             | 34,4             | 36,1             | 39,4             | 38,9             | 38,9             | 38,3             | 34,4             | 31,1             | 28,3             | 39,4             |
| Середній максимум, °C   | 13,6             | 14,2             | 17,7             | 21,9             | 25,9             | 29,2             | 30,7             | 30,6             | 28,6             | 24,2             | 19,4             | 14,8             | 22,6             |
| Середня температура, °C | 8,2              | 8,7              | 12,3             | 16,5             | 21,1             | 24,8             | 26,6             | 26,3             | 23,9             | 18,7             | 13,6             | 9,2              | 17,5             |
| Середній мінімум, °C    | 2,7              | 3,3              | 6,9              | 11,2             | 16,2             | 20,6             | 22,6             | 22,1             | 19,3             | 13,1             | 7,7              | 3,7              | 12,4             |
| Абсолютний мінімум, °C  | −17,8            | −17,2            | −13,3            | −3,9             | 2,2              | 7,2              | 11,1             | 11,7             | 1,7              | −5               | −8,9             | −19,4            | −19,4            |
| Норма опадів, мм        | 101              | 102              | 100              | 73               | 90               | 114              | 166              | 157              | 168              | 90               | 75               | 97               | 1332             |
| Днів з опадами          | 10               | 9                | 9                | 7                | 8                | 9                | 11               | 11               | 9                | 7                | 7                | 9                | 105              |
| Днів зі снігом          | 0                | 0                | 0                | 0                | 0                | 0                | 0                | 0                | 0                | 0                | 0                | 0,1              | 0,1              |
| ----------------------- | ---------------- | ---------------- | ---------------- | ---------------- | ---------------- | ---------------- | ---------------- | ---------------- | ---------------- | ---------------- | ---------------- | ---------------- | ---------------- |
| Джерело: Weatherbase    |                  |                  |                  |                  |                  |                  |                  |                  |                  |                  |                  |                  |                  |

## Демографія
Згідно з переписом 2010 року, у місті мешкали 2833 особи в 1294 домогосподарствах у складі 788 родин. Густота населення становила 289 осіб/км².  Було 1777 помешкань (182/км²).
Расовий склад населення:
| - 82,2 % — білих - 15,4 % — чорних або афроамериканців - 0,1 % — корінних американців - 0,1 % — азіатів |

До двох чи більше рас належало 1,3 %. Частка іспаномовних становила 2,9 % від усіх жителів.
За віковим діапазоном населення розподілялося таким чином: 14,0 % — особи молодші 18 років, 54,8 % — особи у віці 18—64 років, 31,2 % — особи у віці 65 років та старші. Медіана віку мешканця становила 55,9 року. На 100 осіб жіночої статі у місті припадало 86,3 чоловіків;  на 100 жінок у віці від 18 років та старших — 82,5 чоловіків також старших 18 років.
Середній дохід на одне домашнє господарство  становив 58 165 доларів США (медіана — 42 205), а середній дохід на одну сім'ю — 85 643 долари (медіана — 77 063). Медіана доходів становила 52 446 доларів для чоловіків та 45 536 доларів для жінок. За межею бідності перебувало 13,1 % осіб, у тому числі 16,7 % дітей у віці до 18 років та 5,3 % осіб у віці 65 років та старших.
Цивільне працевлаштоване населення становило 1184 особи. Основні галузі зайнятості: освіта, охорона здоров'я та соціальна допомога — 32,7 %, фінанси, страхування та нерухомість — 12,5 %, транспорт — 11,4 %, мистецтво, розваги та відпочинок — 10,6 %.